# Cyclogomphus
Genre

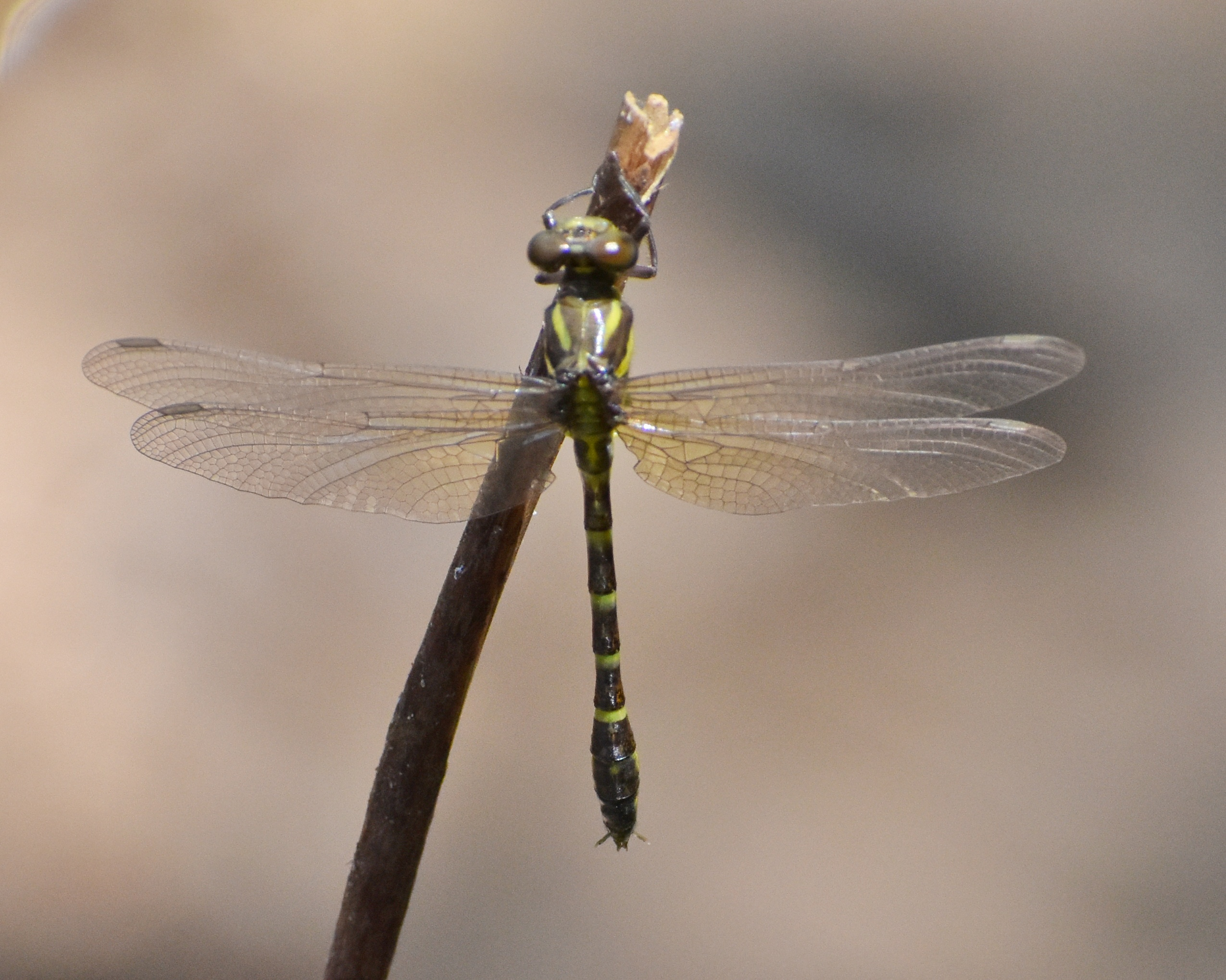
photo de Cyclogomphus

Cyclogomphus  est un genre de libellules dans la famille des Gomphidae appartenant au sous-ordre des Anisoptères dans l'ordre des Odonates.

## Liste d'espèces
Ce genre comprend 5 espèces :
- Cyclogomphus gynostylus Fraser, 1926
- Cyclogomphus heterostylus Selys, 1854
- Cyclogomphus vesiculosus Selys, 1854
- Cyclogomphus wilkinsi Fraser, 1926
- Cyclogomphus ypsilon Selys, 1854